# Leptoperla membranosa
Leptoperla membranosa är en bäcksländeart som beskrevs av Günther Theischinger 1988. Leptoperla membranosa ingår i släktet Leptoperla och familjen Gripopterygidae. Inga underarter finns listade i Catalogue of Life.